# Жоаким, Орельен
Орельен Жоаким (люкс. Aurélien Joachim; 10 августа 1986, Люксембург, Люксембург) — люксембургский футболист, нападающий. Выступал за сборную Люксембурга.
Является младшим братом велосипедиста Бенуа Жоакима.

## Футбольная карьера
Профессиональную карьеру Орельен начал в бельгийском «Виртоне», затем играл в немецких футбольных клубах «Бохум II» и «Алемания Аахен II», после этого перешёл в клубы чемпионата Люксембурга, где стал настоящей звездой. В BGL лиге он сначала играл за «Дифферданж 03», где в 84 матчах забил 37 мячей.
В 2011 году Жоаким перешёл в «Ф91 Дюделанж», где в 25 матчах забил 19 мячей. А в квалификационном раунде Лиги чемпионов УЕФА 2012/13 Жоаким стал лучшим бомбардиром, а «Дюделанж» два раза поразил аудиторию болельщиков: сначала по сумме двух матчей разгромив «Тре Пенне» со счётом 11:0, а затем выбив из еврокубков зальцбургский «Ред Булл». Сразу после этого Орельена заметил футбольный мир, и «Виллем II» взял его в аренду у «Дюделанжа».
В следующем году люксембуржец перешёл в нидерландский «Валвейк», но на следующий год «Валвейк» вылетел из высшей лиги Нидерландов, поэтому Орельен стал искать новый клуб. Им стал болгарский ЦСКА из Софии, с которым Жоаким подписал контракт на один год.
В августе 2015 года Орельен перешёл в английский Бертон Альбион, подписав с клубом однолетний контракт.
В национальной сборной Жоаким дебютировал 7 сентября 2005 года в матче против Лихтенштейна (0:3).

## Голы в матчах за сборную Люксембурга
| №  | Дата             | Место                                  | Соперник          | Счёт | Итог | Соревнование              |
| -- | ---------------- | -------------------------------------- | ----------------- | ---- | ---- | ------------------------- |
| 1  | 7 февраля 2007   | «Альфонс Тай», Эсперанж, Люксембург    | Гамбия            | 1:1  | 2:1  | Товарищеский матч         |
| 2  | 6 сентября 2011  | «Жози Бартель», Люксембург, Люксембург | Албания           | 2:1  | 2:1  | Отборочный матч ЧЕ 2012   |
| 3  | 15 августа 2012  | «Мунисипаль», Дифферданж, Люксембург   | Грузия            | 1:2  | 1:2  | Товарищеский матч         |
| 4  | 14 августа 2013  | «Жози Бартель», Люксембург, Люксембург | Литва             | 1:1  | 2:1  | Товарищеский матч         |
| 5  | 6 сентября 2013  | «Центральный», Казань, Россия          | Россия            | 1:3  | 1:4  | Отборочный матч ЧМ 2014   |
| 6  | 10 сентября 2013 | «Жози Бартель», Люксембург, Люксембург | Северная Ирландия | 1:1  | 3:2  | Отборочный матч ЧМ 2014   |
| 7  | 26 мая 2014      | «Кристал Арена», Генк, Бельгия         | Бельгия           | 1:1  | 1:5  | Товарищеский матч         |
| 8  | 13 ноября 2015   | «Мунисипаль», Дифферданж, Люксембург   | Греция            | 1:0  | 1:0  | Товарищеский матч         |
| 9  | 6 сентября 2016  | «Васил Левски», София, Болгария        | Болгария          | 1:1  | 4:3  | Отборочный матч ЧМ 2018   |
| 10 | 6 сентября 2016  | «Васил Левски», София, Болгария        | Болгария          | 1:2  | 4:3  | Отборочный матч ЧМ 2018   |
| 11 | 10 октября 2016  | «Борисов-Арена», Беларусь              | Беларусь          | 1:1  | 1:1  | Отборочный матч ЧМ 2018   |
| 12 | 25 марта 2017    | «Жози Бартель» Люксембург, Люксембург  | Франция           | 1:1  | 1:3  | Отборочный матч ЧМ 2018   |
| 13 | 9 ноября 2017    | «Жози Бартель» Люксембург, Люксембург  | Венгрия           | 1:0  | 2:1  | Товарищеский матч         |
| 15 | 5 июня 2018      | «Жози Бартель» Люксембург, Люксембург  | Грузия            | 1:0  | 1:0  | Товарищеский матч         |
| 15 | 11 сентября 2018 | «Жози Бартель» Люксембург, Люксембург  | Сан-Марино        | 2:0  | 3:0  | Лига наций УЕФА 2018/2019 |

## Достижения
- Чемпион Люксембурга : 2011/12
- Обладатель Кубка Люксембурга (2): 2010, 2011
- Футболист года в Люксембурге: 2012